# چینگشا
چینگشا (به لهستانی:  Cieńsza) یک روستا در لهستان است که در گمینا زاتوره واقع شده‌است.